# 塞拉比斯

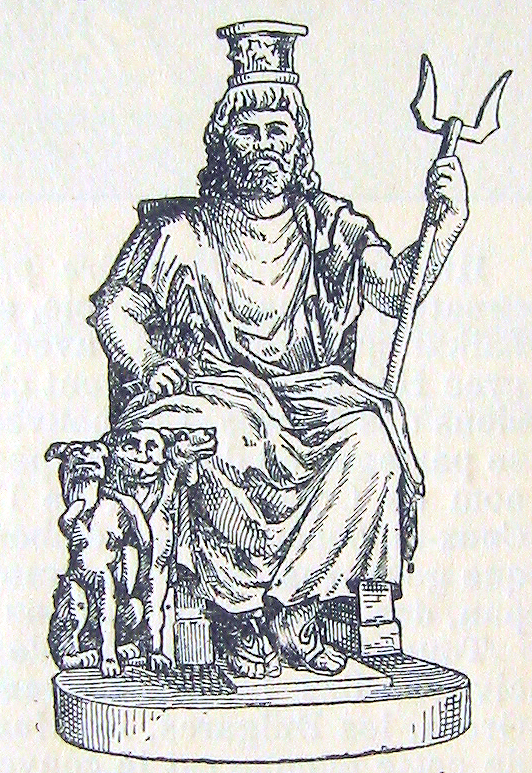
塞拉比斯

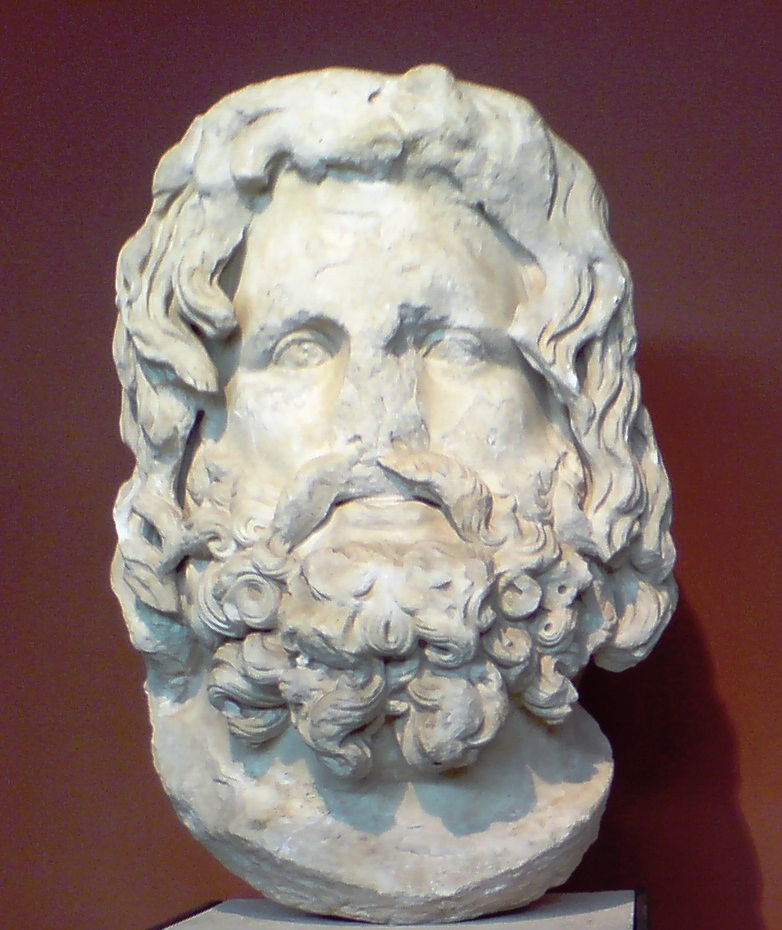
塞拉皮斯頭像 (150-200年)

塞拉比斯（拉丁語：Serapis）或譯塞拉皮斯是希臘化時代的埃及神祇，是一个希腊-埃及复合神。公元前3世纪，托勒密王朝的法老托勒密一世将对塞拉皮斯的祭祀作为统治希腊人和埃及人的一种手段。祭祀塞拉皮斯的神庙或宗教区域被称作塞拉潘。托勒密王朝君主非常重视塞拉皮斯的祭祀，亚历山大港的塞拉潘是最有名的塞拉皮斯神殿。391年，神殿被亞歷山卓主教提阿非羅拆毀。塞拉皮斯在罗马帝国期间继续流行，在埃及以外的神庙内经常取代奥西里斯作为伊西斯的配偶。
塞拉皮斯被描绘成希腊人的外貌与埃及式的服饰，并融合了来自许多不同信仰中的肖像，象征着富裕和复兴。虽然可能是托勒密一世制造了对塞拉皮斯的官方崇拜，并认可他为托勒密王朝和亚历山大的守护神，塞拉皮斯实际上是一个复合神，源于对埃及神祇奥西里斯和阿匹斯的崇拜，还融合了其他一些神的设定，如与希腊的哈迪斯和得墨忒耳有关的克托尼俄斯之力，与狄俄倪索斯有关的慈悲。
有证据表明，在托勒密于亚历山大掌权之前，塞拉皮斯的祭祀就已经存在：公元前323年，普魯塔克和阿里安都提到了埃及的塞拉皮斯神庙。主流的托勒密“创造”此神的说法来源于记录他在亚历山大建造塞拉皮斯雕像的资料：“这座雕像通过包含埃及和希腊风格的塑造丰富了塞拉皮斯的概念。”
英國皇家海軍曾有战舰以「塞拉皮斯」命名。

## 名字与起源

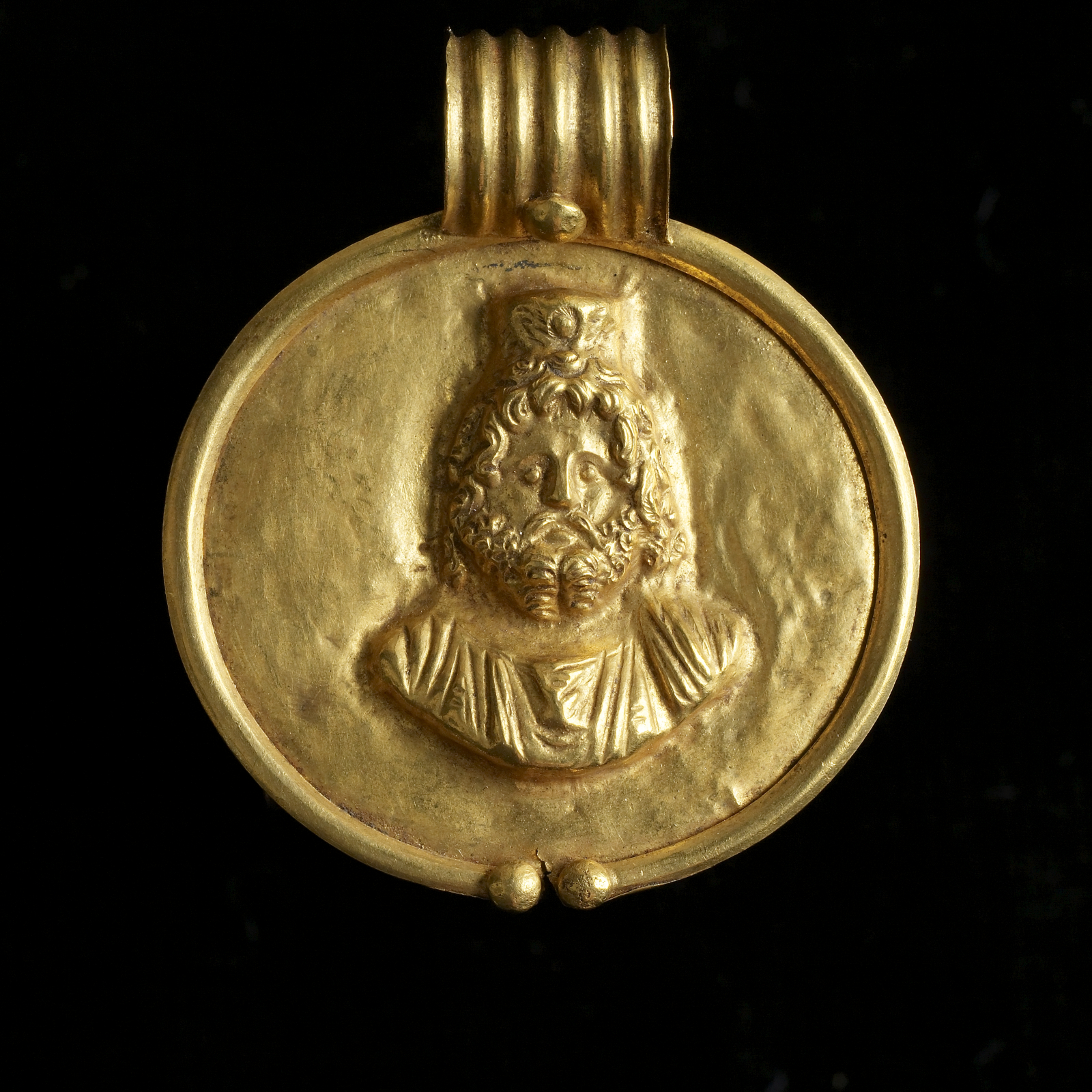
这个带有塞拉皮斯肖像的吊坠可能是埃及贵族佩戴的。沃尔特艺术博物馆，巴尔的摩。

“Sarapis”是古希腊语中最常见的形式，直到罗马时代，“Serapis”才变得普遍。
最著名的塞拉皮斯神庙是亚历山大的塞拉潘。在托勒密一世的统治下，人们努力将埃及宗教与希腊统治者的宗教结合起来。托勒密的政策是找到一个同时赢得两个团体敬仰的神，而不管埃及祭司有针对前外国统治者的神的诅咒（例如喜克索斯人崇拜的赛特）。亚历山大大帝曾试图用阿蒙来达到这一目的，但他虽在上埃及做得很成功，在下埃及却不那么受欢迎，因为在下埃及，希腊人的影响力更大。
希腊人几乎不推崇动物头像式样的物品，因此其偶像采用希腊风格的拟人雕塑，并宣布与当时十分流行的阿匹斯地位同等。 它被命名为Userhapi（即“Osiris-Apis”，奥西里斯-阿匹斯），后来成为希腊语中的Sarapis，据称是奥西里斯的完全形态，而不仅仅是他的卡（灵魂）。

## 图册

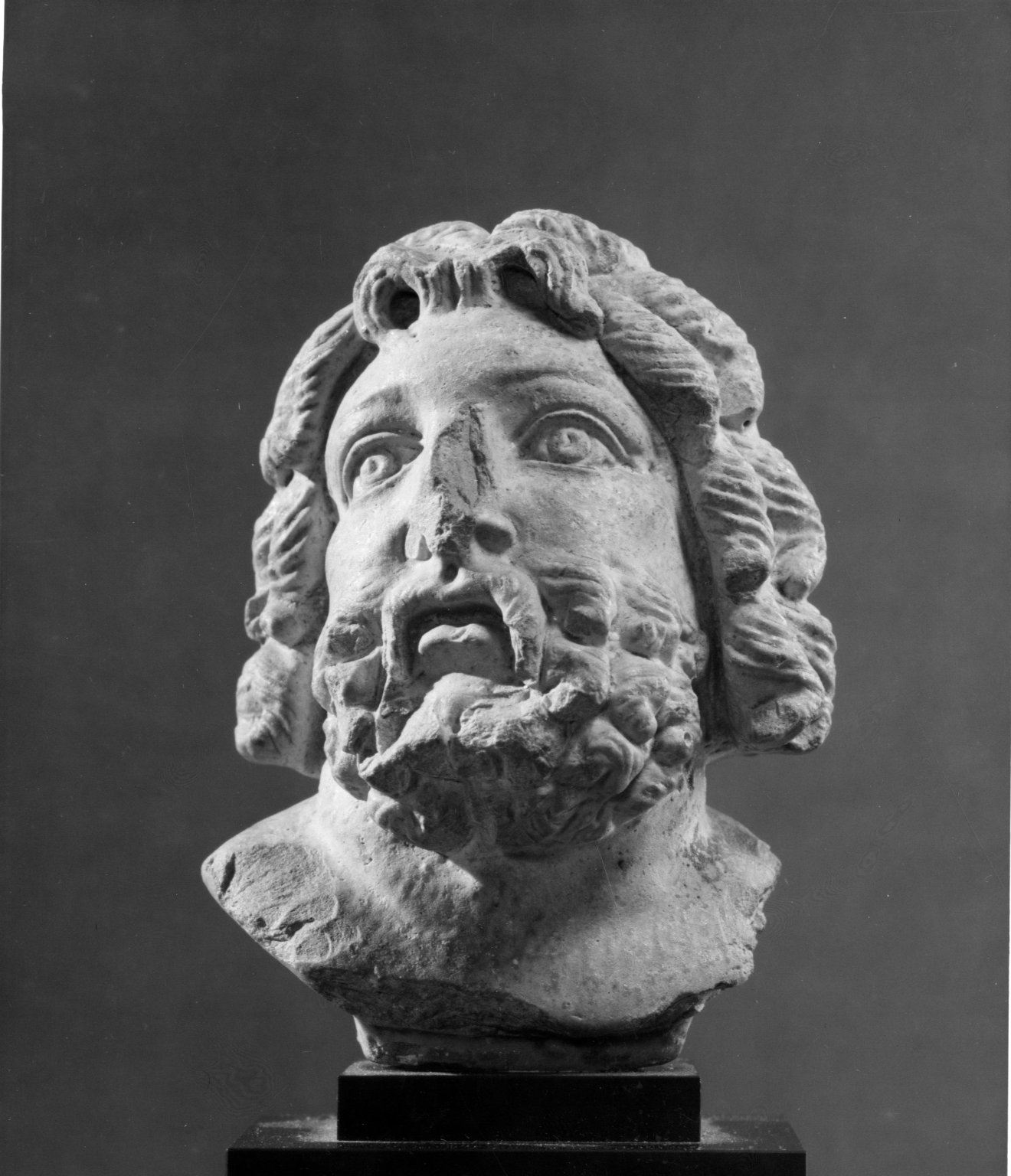
塞拉皮斯头像，公元前1世纪，布鲁克林博物馆
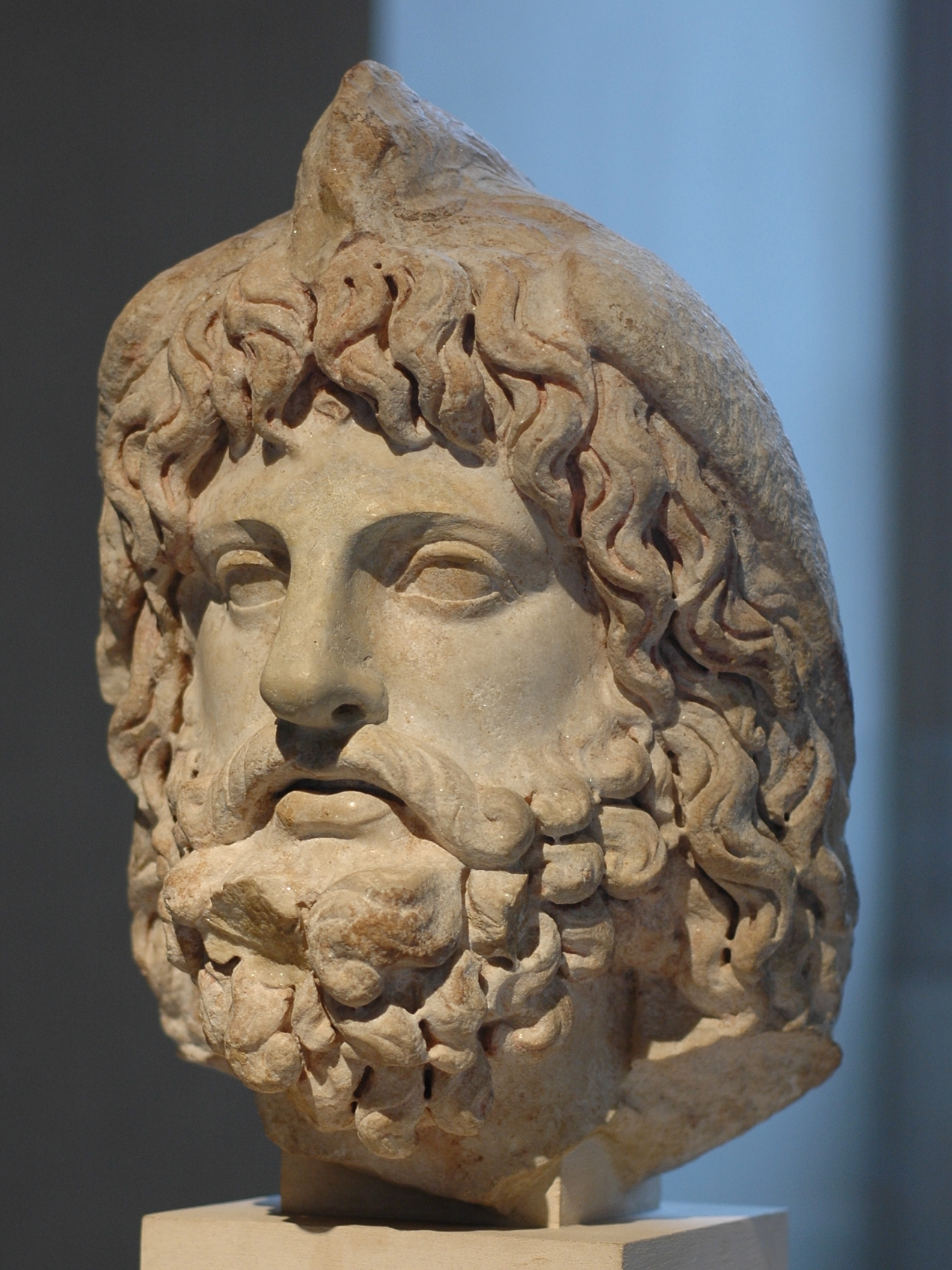
Head of Serapis, Carthage, Tunisia
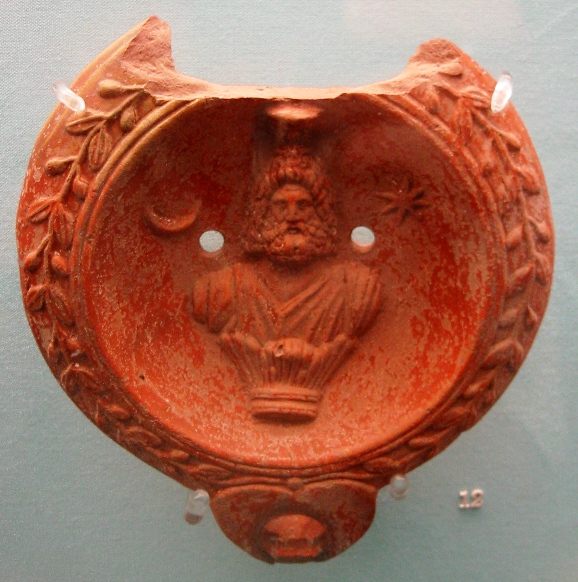
带有塞拉皮斯半身像的油灯，两侧是新月和星星（罗马时期的以弗所，100-150年）
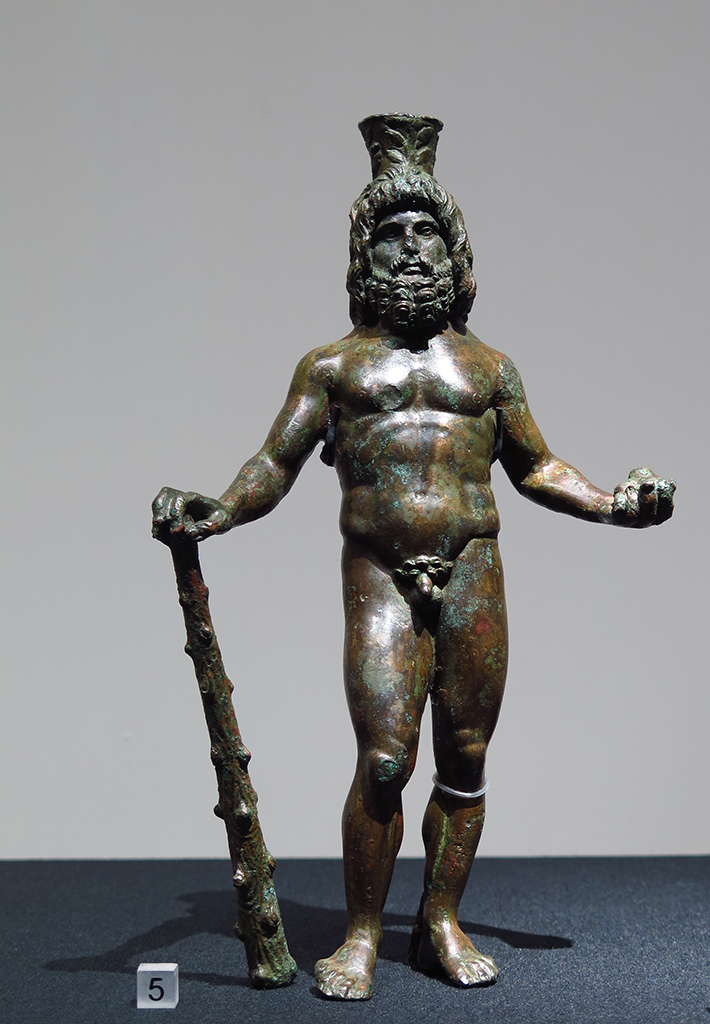
可能是塞拉皮斯雕像（但注意它有赫拉克勒斯的棒），贝格拉姆，阿富汗
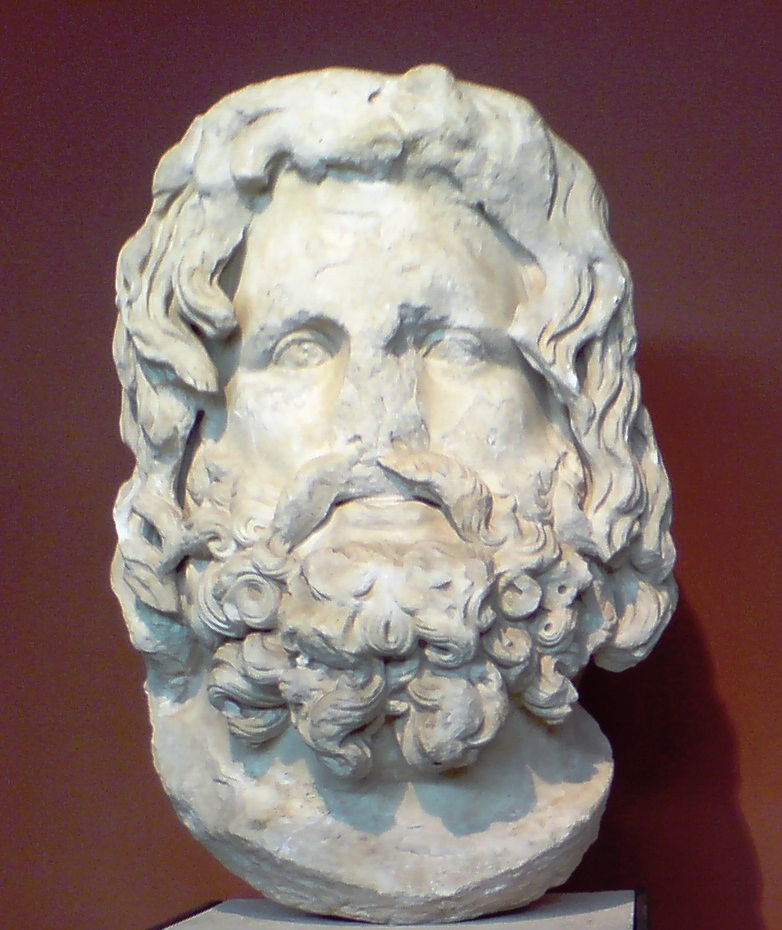
塞拉皮斯头像（150–200年）
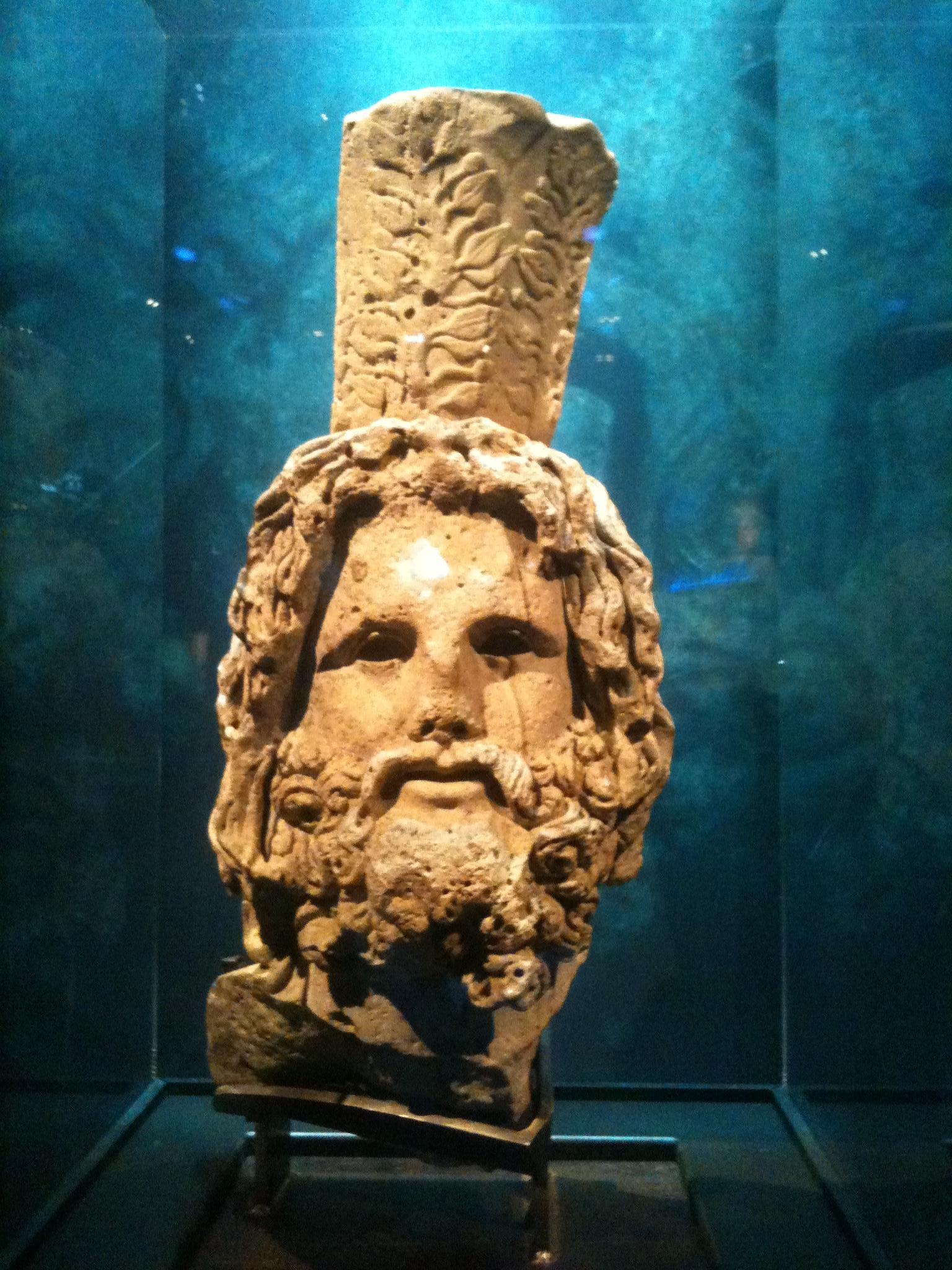
塞拉皮斯头像，来自亚历山大海岸外一座12英尺高的雕像。
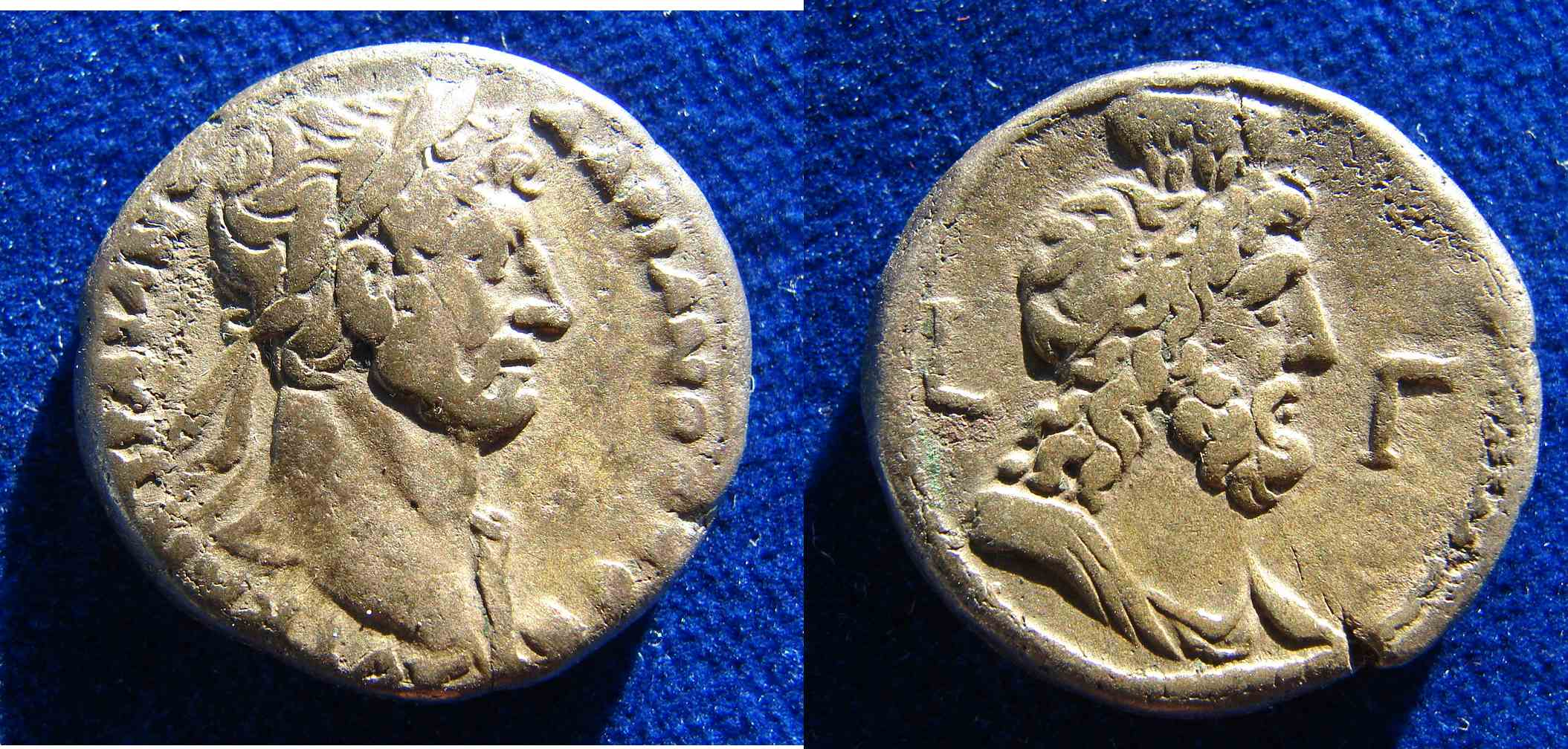
罗马埃及的塞拉皮斯，亚历山大，比隆四德拉克马银币
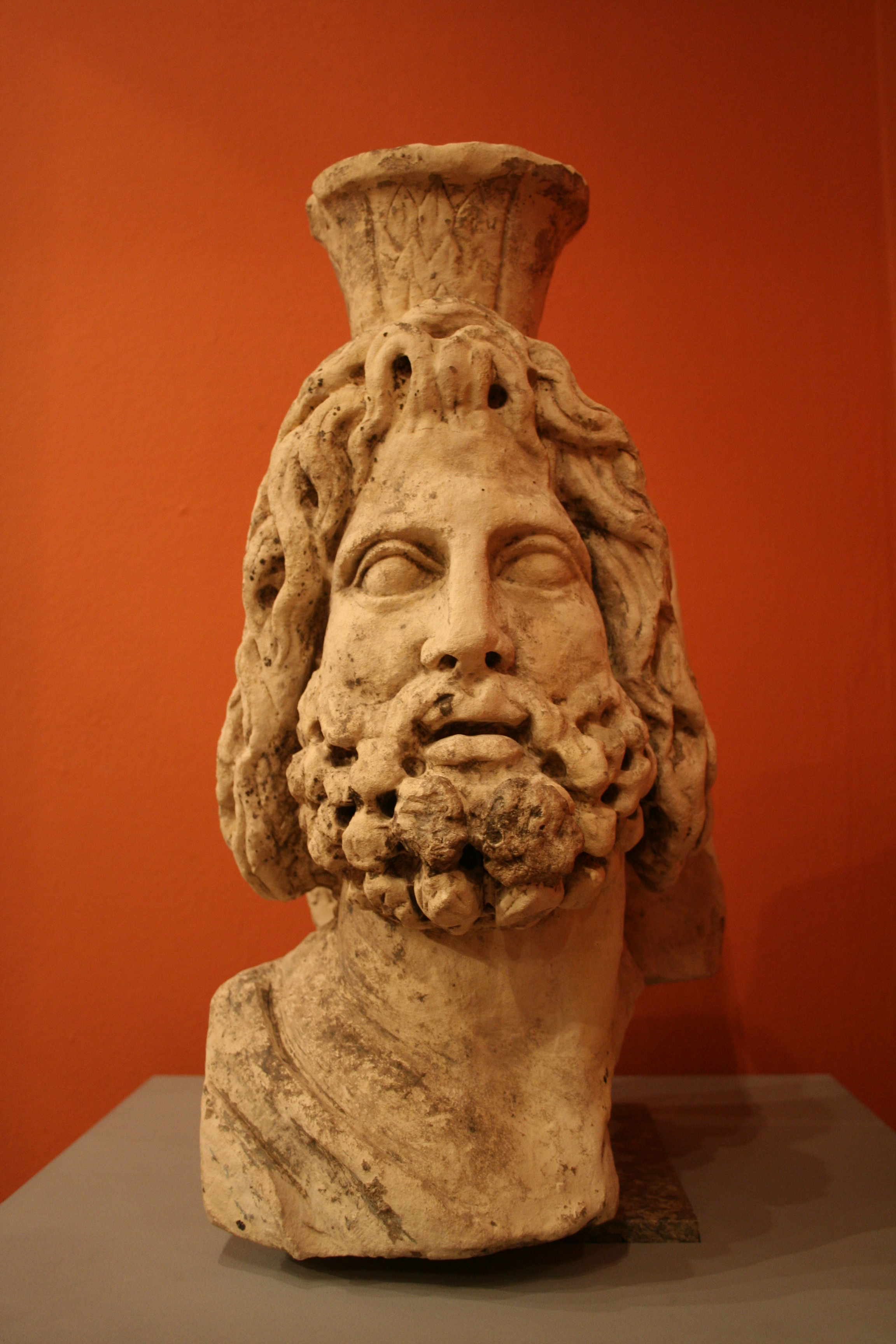
希腊罗马时代的陶器，斯塔特利克博物馆，埃及艺术区，慕尼黑